# مامارک
مامارک (به ارمنی: Մամարք ،ترکی آذربایجانی: Məmər) یک منطقهٔ مسکونی در جمهوری آرتساخ است که در استان کاشاتاق واقع شده‌است.